# Hadassa Tal
Hadassa Tal est une poétesse et écrivaine israélienne née en 1953 à Tel Aviv. Elle est spécialiste en littérature hébraïque.

## Biographie

### Enfance et débuts
L'enfance de Hadassa Tal est marquée par la peinture que pratique son père. A l'âge de six ans, les couleurs de sa palette, l’odeur de l’huile et de l’essence de térébenthine, les oiseaux qu’il peint la fascinent. Elle veut à son tour peindre mais n’y parvient pas. À l’âge adulte, elle se tourne vers la littérature, obtient un doctorat et enseigne dans plusieurs universités.

### Carrière
Après une crise personnelle, Hadassa Tal se voue pleinement à la poésie. Elle sort l'œuvre Dans un fracas de plumes, consacré à la chorégraphe Pinau Bausch, qui est son quatrième recueil publié en Israël en 2010, puis par les Éditions Bruno Doucey en 2014.
Hadassa Tal écrit Fille, pour des bars à poèmes et Bleu, elle a plusieurs oeuvres poétiques à son actif.

## Prix et récompenses
- 2000 : Lauréat prix Leah Goldberg de poésie[7]